# Григуоль, Карлос Тимотео
Ка́рлос Тимоте́о Григуо́ль (исп. Carlos Timoteo Griguol; 4 сентября 1934, Лас-Пальмас, провинция Кордова — 6 мая 2021, Буэнос-Айрес) — аргентинский футболист и тренер.

## Биография

### Клубная карьера
Карлос Тимотео Григуоль начал заниматься футболом в команде родного городка Лас-Пальмас в провинции Кордова. В 1953 году попал в академию столичной «Атланты». На взрослом уровне дебютировал довольно поздно, в 1957 году, но быстро стал игроком основного состава. В 1958 году, играя вместе со своим двоюродным братом Марио, Карлос помог «Атланте» занять четвёртое место в чемпионате Аргентины — это был лучший результат в истории клуба, который «Атланта» смогла превзойти лишь однажды, став третьей в чемпионате Насьональ 1973. В 1960 году «Атланта» выиграла Кубок Швеции — кубковый турнир для клубов Примеры, названный в честь страны-хозяйки чемпионата мира 1958 года.
Выступал за «Атланту» до 1965 года, после чего перешёл в «Росарио Сентраль», где и завершил карьеру футболиста в 1969 году.

### Карьера в сборной
Григуоль играл за сборную Аргентины с 1959 по 1963 год, приняв участие в трёх чемпионатах Южной Америки и завоевав на них медали всех достоинств. В марте-апреле 1959 года в Аргентине состоялся чемпионат Южной Америки, в котором первенствовали хозяева. Тимотео был в заявке на этом турнире, но на поле не появлялся. Дебютировал в основном составе 12 декабря того же года в матче второго за год континентального первенства, прошедшего в Эквадоре. Аргентина сыграла вничью 1:1 с хозяевами турнира. Григуоль сыграл ещё раз в этом чемпионате, по итогам которого Аргентина заняла второе место.
В 1961—1962 годах играл за Аргентину в товарищеских матчах и турнирах, в том числе Тимотео принял участие в двух играх против сборной СССР, прошедших 24 июня и 18 ноября 1961 года. В 1963 году Тимотео сыграл во всех шести матчах сборной Аргентины на чемпионате Южной Америки в Боливии. По итогам этого турнира аргентинцы заняли третье место.
Всего за национальную сборную Григуоль сыграл в 15 матчах (по другим сведениям — в 12).

### Тренерская карьера
Тимотео Григуоль — один из выдающихся тренеров в истории аргентинского футбола. В 1970 году он стал тренировать молодёжный состав «Росарио Сентраля», а в 1971 году несколько туров исполнял обязанности главного тренера в ходе чемпионата Метрополитано. Команду на постоянной основе возглавил Анхель Лабруна. В ноябре началась забастовка профессиональных футболистов. АФА постановила, что команды на период забастовки могут играть молодёжными составами. Лабруна настоял на том, чтобы молодыми игроками руководил их тренер Григуоль, который лучше знает их возможности, и эта тактика себя полностью оправдала — «Росарио Сентраль» одержал три победы подряд — над «Расингом» (4:2), «Велес Сарсфилдом» (2:1) и «Бокой Хуниорс» (6:2). После возвращения Лабруны «негодяи» добыли путёвку в финальные этапы чемпионата, а затем и выиграли первый в истории клуба титул. Таким образом, Григуоль в качестве исполняющего обязанности внёс свой вклад в эту победу.
В 1973 году Тимотео Григуоль привёл «Росарио Сентраль» к чемпионскому титулу в турнире Насьональ уже в качестве полноценного главного тренера. В следующем году привёл «жёлто-синих» ко вторым местам в обоих чемпионах — как Метрополитано, так и Насьональ. Во второй половине 1970-х годов работал в мексиканском «Текосе», вновь в «Росарио Сентрале», а также в клубе «Кимберлей» из Мар-дель-Платы. В 1975 году вывел «Росарио Сентраль» в полуфинал Кубка Либертадорес, где лишь по дополнительным показателям уступив «Индепендьенте».
В 1979 году Григуоль возглавил «Феррокарриль Оэсте». С именем этого специалиста связаны все успехи «железнодорожников» в чемпионате Аргентины. Дважды (Насьональ 1982, Насьональ 1984) Григуоль приводил «Ферро» к титулу, трижды занимал второе место и ещё один раз — третье.
В 1987—1988 годах руководил «Ривер Плейтом». Завоевал с этой командой Межамериканский кубок. В 1988 году вернулся в «Ферро», с которым работал ещё пять лет.
С 1994 года в основном тренировал «Химнасию и Эсгриму» из Ла-Платы, которую возглавлял трижды. Также в сезоне 1999/2000 руководил испанским «Бетисом», а в 2002 году — «Унионом» (Санта-Фе). Хотя с «Химнасией» Григуолю так и не удалось выиграть трофеев, он трижды приводил эту команду ко второму месту в чемпионате Аргентины. Завершил тренерскую карьеру в 2004 году в «Химнасии».
В последние годы Карлос Тимотео Григуоль страдал от болезни Альцгеймера. В конце апреля 2021 года попал в больницу с дыхательной недостаточностью, осложнённой заражением COVID-19. Умер 6 мая 2021 года в возрасте 86 лет.

## Достижения
Как игрок
- Обладатель Кубка Аргентины («Кубок Швеции») (1): 1958/60
- Чемпион Южной Америки (1): 1959 (Аргентина)
- Вице-чемпион Южной Америки (1): 1959 (Эквадор)

Как тренер
- Чемпион Аргентины (4): Насьональ 1971 (и.о. в трёх матчах), Насьональ 1973, Насьональ 1982, Насьональ 1984
- Вице-чемпион Аргентины (8): Метрополитано 1974, Насьональ 1974, Метрополитано 1981, Насьональ 1981, Метрополитано 1984, Клаусура 1995, Клаусура 1996, Апертура 1998
- Обладатель Межамериканского кубка (1): 1986